# Jaunciems
Jaunciems es un barrio de la ciudad de Riga, Letonia.

## Superficie
Posee una superficie de 9,132 kilómetros cuadrados (913,2 hectáreas).

## Población
Hasta 2021 presentaba una población de 2316 habitantes, con una densidad de población de 253,613 habitantes por kilómetro cuadrado.

## Transporte

### Rutas
- Autobús: 11, 29.[1]